# Sénateurs d'Ottawa (1893-1934)
Pour les articles homonymes, voir Sénateurs d'Ottawa (homonymie).
Les Sénateurs d'Ottawa (en anglais : Ottawa Senators), également connus sous le nom de Silver Seven d'Ottawa, sont une franchise professionnelle de hockey sur glace en Amérique du Nord qui a existé de 1893 à 1934. L'équipe est basée à Ottawa dans la province de l'Ontario au Canada et est une des équipes fondatrices de la Ligue nationale de hockey en 1917. En 1934, elle est déménagée à  Saint-Louis dans le Missouri et devient les Eagles de Saint-Louis et ce pour une saison. Il faut une expansion de la ligue près de 60 ans plus tard pour voir une nouvelle équipe de hockey évoluer à Ottawa et reprendre le même nom.
L'équipe remporte le plus haut trophée du hockey, la Coupe Stanley, à de multiples reprises. Tout d'abord à la suite de défis en 1903, 1904, 1905, 1906, 1909 et 1911 puis au terme des séries éliminatoires des saisons de la LNH en 1920, 1921, 1923 et 1927.

## Historique

### La création du club (1883-1885)

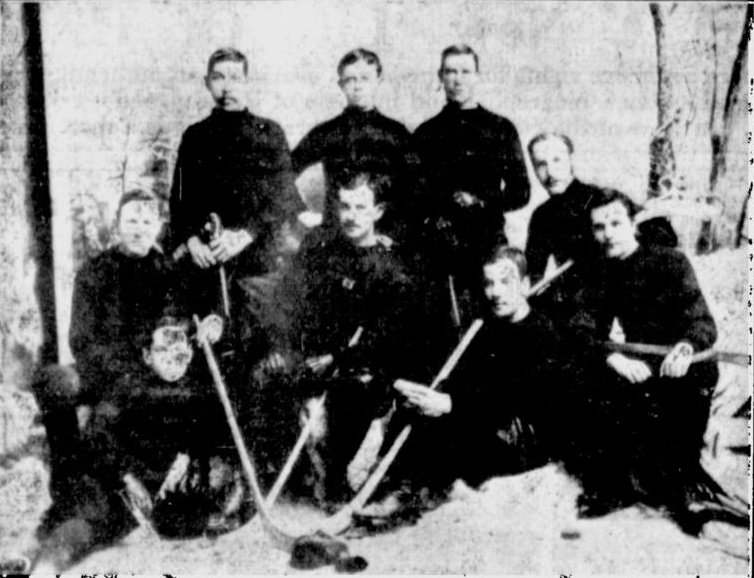
Premier photo du club de hockey d'Ottawa en 1883-1884.

En 1883, la ville de Montréal organise son premier Carnaval d'hiver avec quatre équipes dont l'Association des athlètes amateurs de Montréal ainsi que l'Université McGill. Halder Kirby, John Kerr et Frank Jenkins, tous les trois originaires d'Ottawa, s'y retrouvent et un mois plus tard décident de fonder à leur tour une équipe de hockey dans leur ville, l’Ottawa Hockey Club. Sans opposition dans toute la province, l'équipe passe son hiver 1883 à s'entraîner sur la glace du Royal Rink.
Le club de hockey d'Ottawa participe à la deuxième édition du Carnaval d'hiver de Montréal l'année suivante ; quatre autres équipes sont inscrites au tournoi, toutes de la ville de Montréal : les Wanderers, les Crystals, les Victorias ainsi que l'Université McGill. Cependant, les équipes des Crystals et de Wanderers ne se présentant pas, elles sont éliminés de la compétition. L'équipe d'Ottawa joue en rouge et noir et est opposé à McGill pour son premier match, une défaite 1-0. Nelson Davis Porter, futur maire d'Ottawa, est le premier buteur du club lors de la victoire 1-0 contre les Victorias le 8 février 1884. Le troisième match tourne également à l'avantage d'Ottawa avec une victoire 3-0 contre McGill, 2 buts étant inscrits par Jenkins. Jouant pour le titre, l'équipe est battue sur le score de 1-0 par Victoria après 14 minutes de prolongation le 11 février.
En 1885, Ottawa participe à la troisième édition de la compétition du Carnaval d'Hiver, tournoi joué dans le Palais de Cristal. Les joueurs d'Ottawa battent les Victorias 2-1 le 28 janvier. Le deuxième match se solde sur un score de deux buts partout contre l'Association des athlètes amateurs de Montréal, au bout de 2 prolongations. Il faut un troisième match pour voir la victoire de Montréal 1-0. En raison d'une épidémie de variole, le Carnaval d'hiver de Montréal est annulé en 1886 et les joueurs d'Ottawa ne jouent pas de match cette année-là.

### Dans l'Association de hockey amateur du Canada (1886-1903)

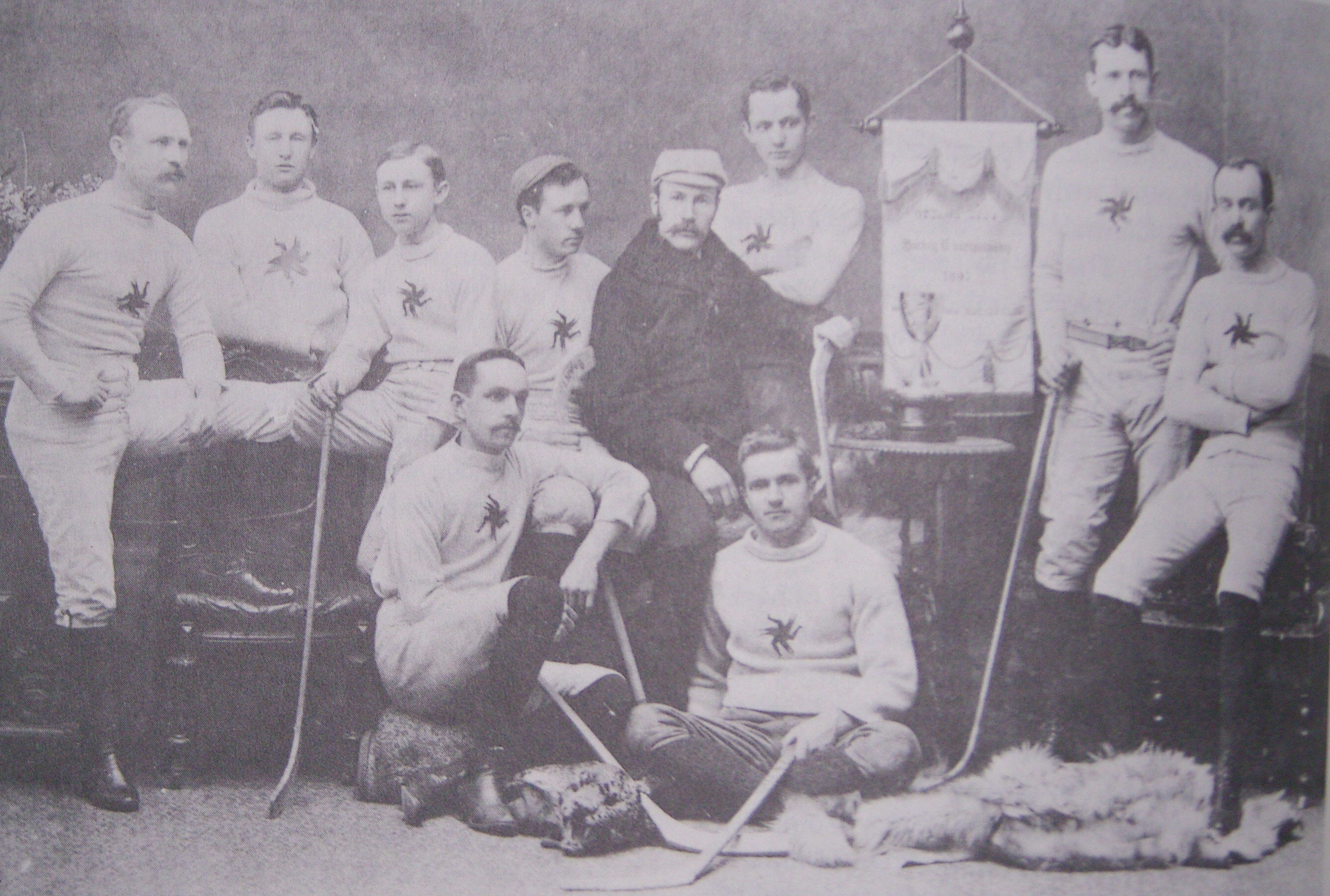
L'équipe en 1891 ; au premier rang R. Bradley et J. Kerr
Derrière : H. Kirby, A. Morel, C. Kirby, H.Y. Russell, F.M.S. Jenkins, W.C. Young, ?, ?

Les dirigeants de différentes équipes du Canada se réunissent dans le Victoria Skating Rink afin de faire durer la saison plus longtemps que le week-end du Carnaval de Montréal le 8 décembre 1886. Le premier règlement de cette compétition, nommée The Dominion Association paraît 15 jours plus tard et Thomas D. Green en devient son premier président. L'équipe ne joue cependant qu'une seule partie au cours de cette saison. Au cours de l'hiver 1888, l'équipe de Ottawa ne participe pas car ils n'ont plus de patinoire pour jouer. Il leur faut attendre l'ouverture du Rideau Skating Rink en février 1889 pour que l'équipe puisse s'entraîner à nouveau et jouer un match à Montréal contre l'équipe réserve de l'Association des athlètes amateurs de Montréal (AAA de Montréal). L'équipe de hockey devient affiliée à l'Ottawa Amateur Athletic Club en 1890 et joue deux matchs au cours de cet hiver dont un contre l'équipe de hockey de l'Université d'Ottawa. C'est en 1890 que l'équipe gagne son premier surnom de Generals.
Cette même année, le club de hockey d'Ottawa est à la base de la création de deux organisations du hockey : l'Association de hockey de l'Ontario ainsi que la ligue de hockey de la ville d'Ottawa. L'équipe joue ainsi plusieurs championnats en même temps et ne perd qu'un seul match en 14 rencontres jouées remportant ainsi la première Coupe Cosby en battant l'équipe des Toronto St. George's en finale,. L'équipe de hockey d'Ottawa remporte les deux éditions suivantes de l'AHO en battant Toronto Osgoode Hall 10 à 4 en 1892 puis en gagnant le titre par forfait en raison de l'absence des Granites de Toronto en 1893. Au cours de ces trois saisons, le club de hockey d'Ottawa joue également des matchs de l'AHAC : 1 en 1891, 7 en 1892 et 8 en 1893. Le championnat de l'époque est alors un championnat de défi, l'équipe sacrée championne étant celle qui gagne le dernier match de la saison. Au cours de la saison 1892, Ottawa remporte les 6 premiers matchs mais perd la dernière rencontre contre le Montréal AAA qui est alors sacré champion avec une seule victoire au cours de la saison. L'AHAC décide alors de changer son règlement avec un classement général afin de déterminer la meilleure équipe. L'équipe d'Ottawa se classe deuxième de la saison 1893 juste derrière l'AAA de Montréal qui remporte le titre et par la même occasion la première Coupe Stanley.
En février 1894, le club de hockey d'Ottawa quitte l'AHO : cette dernière leur annonce en effet que sa finale se jouera à Toronto alors que l'équipe demande que, à la suite du forfait de l'année passée, elle soit jouée dans leur patinoire. L'AHO refusant la requête, Ottawa claque la porte. À la fin de la saison de l'AHAC, quatre des cinq équipes finissent à égalité avec cinq victoires et trois défaites chacune : le Club de hockey de Québec, les AAA de Montréal, les Victorias de Montréal et le club de hockey d'Ottawa. Après de nombreuses discussions sur les modalités d'un tournoi à quatre équipes, Québec se retire de la compétition, le tournoi devant impérativement être joué à Montréal. IL ne reste donc plius que trois équipes et puisqu'Ottawa est la seule équipe jouant à l'extérieur, elle reçoit un laissez-passer pour la finale. La première finale de la Coupe Stanley se joue entre Ottawa et les AAA de Montréal, ces derniers s'imposant sur la marque de 3-1, le but d'Ottawa étant inscrit par Thomas Kirby,.
Le 23 février 1895, un match entre Ottawa et Québec dégénère : menés 3-1, les joueurs locaux de Québec parviennent à inscrire un deuxième but. Il ne reste que 5 secondes de jeu quand le juge de ligne J. A. Findlay lève son bras afin de signaler un troisième but pour Québec. L'arbitre principal, George Hamilton, ne voit pas le signal du juge de ligne et siffle la fin du match sur une victoire 3-2 d'Ottawa. La foule de Québec s'en prend vertement à l'arbitre qui se voit secouru par la police de la ville. L'AHAC décide quatre jours plus tard de disqualifier Québec pour la fin de la saison. Ottawa se classe troisième de l'association en 1895 avec 5 victoires et 3 défaites puis deuxième en 1896, les deux années derrière les Victorias.
La saison 1896-1897 est une saison de changements pour le club de hockey d'Ottawa : Herbert Russell et Thomas Kirby quittent l'équipe et la nouvelle patinoire du Dey's Arena est inaugurée le 19 décembre 1896. L'équipe joue son premier match dans sa nouvelle salle le 9 janvier 1897 devant 1 500 personnes dont le Gouverneur général du Canada, le Marquis d'Abderdeen John Hamilton-Gordon et son épouse. Les Victorias sont une nouvelle fois champions de la saison avec une seule défaite, défaite contre Ottawa le 13 février. Le club de hockey compte quant à lui 5 victoires pour la deuxième place du classement.

### Les années de gloire (1903-1927)

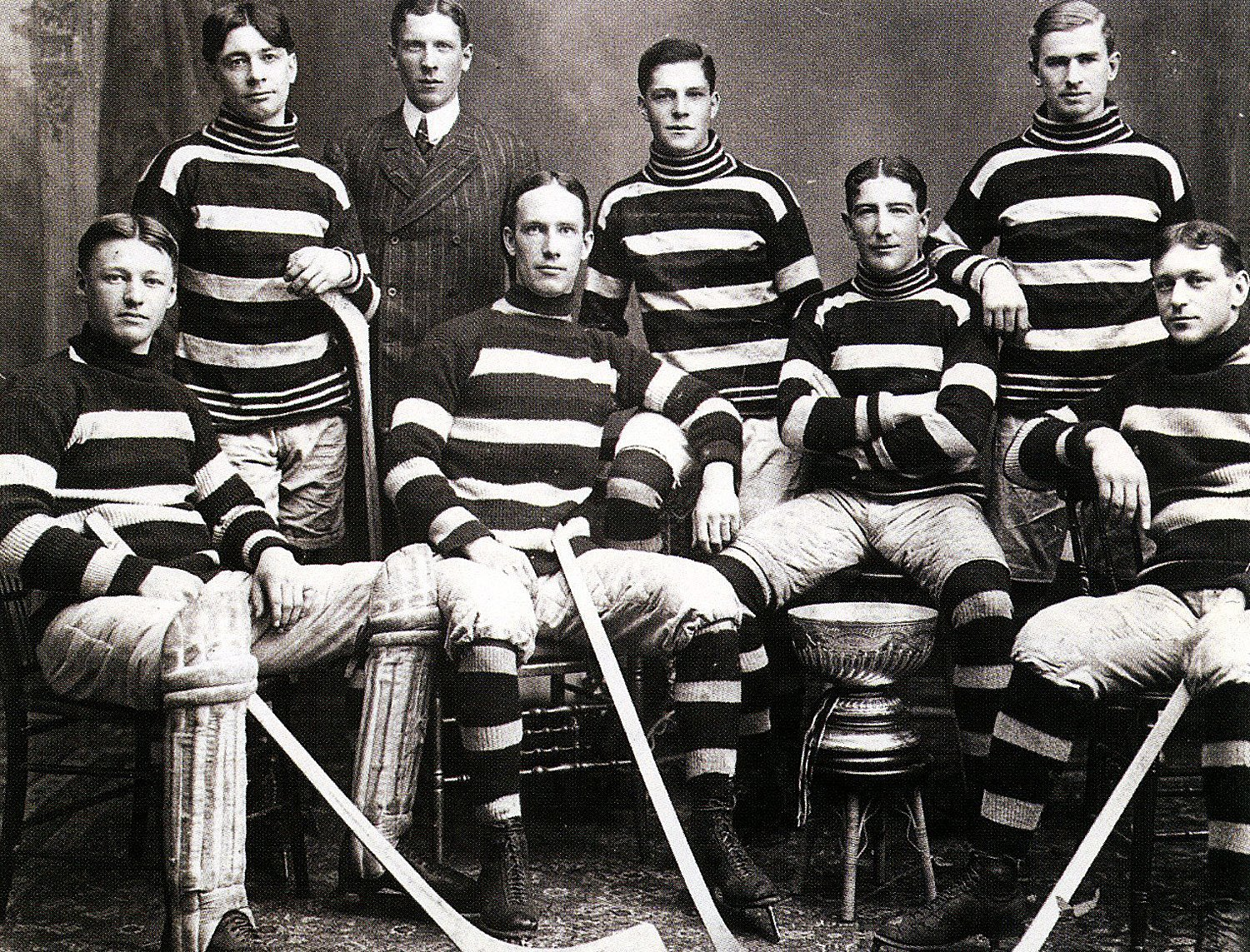
Les Silver Seven en 1905 avec la Coupe Stanley.

La saison 1903 de la CAHL se finit en mars alors que deux équipes sont à égalité en tête : le club de hockey d'Ottawa et les Victorias de Montréal. Pour déterminer le champion, une série de deux matchs est alors jouée dont Ottawa sort vainqueur après un match nul 1-1 puis une victoire 8-0, trois buts étant marqués par Frank McGee. Deux jours plus tard, les nouveaux champions sont défiés par les Thistles de Rat Portage de la Manitoba & Northwestern Hockey Association mais les deux matchs tournent facilement à l'avantage des joueurs de l'Ontario avec des victoires 6-2 et 4-2, deux buts étant inscrits à chaque fois par McGee. La direction du club d'Ottawa offre alors à chaque joueur de l'équipe une pépite d'argent comme récompense ; l'équipe est ensuite surnommée les Silver Seven d'Ottawa.
La saison 1904 est une saison mouvementée pour le hockey sur glace au Canada. Tout d'abord, la Ligue fédérale amateur de hockey (LFAH) voit le jour sous l'impulsion de James Strachan, propriétaire des Wanderers de Montréal, qui se voit refuser l'accès à la CAHL. De plus, fin janvier, les équipes d'Ottawa et des Victorias arrivent en retard lors de plusieurs matchs. Les deux clubs sont sanctionnés par le président de la CAHL, Trihey, qui demande également qu'un match entre les deux équipes soit rejoué. Ottawa accepte mais uniquement en fin de saison, si le classement final de la CAHL peut dépendre de cette rencontre. Les autres équipes refusent la réponse d'Ottawa qui décide en conséquence de quitter la CAHL pour rejoindre la LFAH.
Québec finissant premier de la saison de cette ligue compte recevoir la Coupe Stanley mais les trustees décident que même si l'équipe d'Ottawa a quitté la CAHL, elle est toujours en possession du trophée. Sans ligue officielle, les champions de la Coupe Stanley relèvent tout de même un défi contre les Marlboros de Toronto de l'AHO avec deux victoires 6-3 et 11-2 en février 1904,. À la fin de la saison régulière, les Wanderers de Montréal sont la meilleure formation de la LFAH et un match est organisé entre Wanderers et Silver Seven le 2 mars. La partie se conclut sur le score de 5-5 après les 60 minutes de jeu. Mécontents de l'arbitrage, les joueurs des Wanderers refusent de jouer la prolongation. Les trustees imposent deux nouvelles rencontres jouées à Ottawa pour décider de la série mais Montréal refuse de participer si une des deux rencontres n'a pas lieu dans leur patinoire. Après de nombreuses discussions, la série est finalement annulée et Ottawa sacré champion de la Coupe Stanley,. La saison d'Ottawa n'est pas pour autant finie puisqu'ils jouent une dernière série contre l'équipe des Wheat Cities de Brandon où évolue Lester Patrick. Avec deux victoires 6-3 et 9-3, Ottawa conserve son trophée alors qu'au cours du premier match, Patrick prend momentanément la place de son gardien de but quand Dugald Morrison reçoit une pénalité.
Les Silver Seven jouent officiellement dans la Ligue fédérale amateur de hockey pour la saison 1905. Dès janvier, l'équipe doit défendre son titre contre les Nuggets de Dawson City qui traversent l'ensemble du Canada d'Ouest en Est. Le premier match est joué après environ un mois de voyage pour les Nuggets, le lendemain de leur arrivée dans la capitale canadienne. Ottawa s'impose 9-2 alors qu'à la fin du match, un attaquant de Dawson City critique Frank McGee annoncé comme un joueur vedette malgré son unique œil valide, mais n'ayant marqué qu'un seul but. Vexé, ce dernier inscrit 14 buts lors du deuxième match, une victoire 23-2 d'Ottawa dont quatre buts en 140 secondes. En mars, Ottawa remporte la saison 1905 de la LFAH avec une victoire d'avance sur les Wanderers et peut donc défendre sa Coupe Stanley quelques jours plus tard contre les Thistles de Rat Portage. McGee manque le premier match de la série, une défaite d'Ottawa 9-3 mais est de retour pour les matchs suivants, deux nouvelles victoires d'Ottawa 4-2 et 5-4, et marque le dernier but du club de hockey d'Ottawa.

### L'Association nationale de hockey (1910-1917)
Selon le livre, Champions:  The Illustrated History of Hockey's Greatest Dynasties, les Sénateurs virent leur effectif décimé par la Première Guerre mondiale  et si l'Association Nationale de Hockey l'avait permis, ils auraient suspendu leurs opérations.

### La Ligue nationale de hockey (1917-1934)
Au cours de l'automne 1917, le propriétaire des Canadiens de Montréal, George Kennedy prête à Tommy Gorman 2 500 $ pour qu'il rachète l'équipe. À l'époque, Kennedy fait tout ce qui est en son pouvoir pour se débarrasser du propriétaire des Blueshirts de Toronto, Eddie Livingstone, et pense qu'avec l'appui de Gorman cela serait d'autant plus aisé. Finalement, Gorman et les présidents des Canadiens, des Wanderers de Montréal et des Bulldogs de Québec décident de l'arrêt de l'Association nationale de hockey et la création de la Ligue nationale de hockey. Au bout d'une saison, Gorman a fini de rembourser sa dette envers Kennedy.
Les Sénateurs remportent quatre Coupe Stanley de plus, la dernière édition qu'ils remportent correspondant à la première année où seules les équipes de la LNH pouvaient la gagner. Jusqu'à la fin de la saison de leur dernière Coupe Stanley, les Sénateurs sont l'équipe la plus titrée et comprenant le plus d'anciens joueurs Membres du temple de la renommée du hockey.

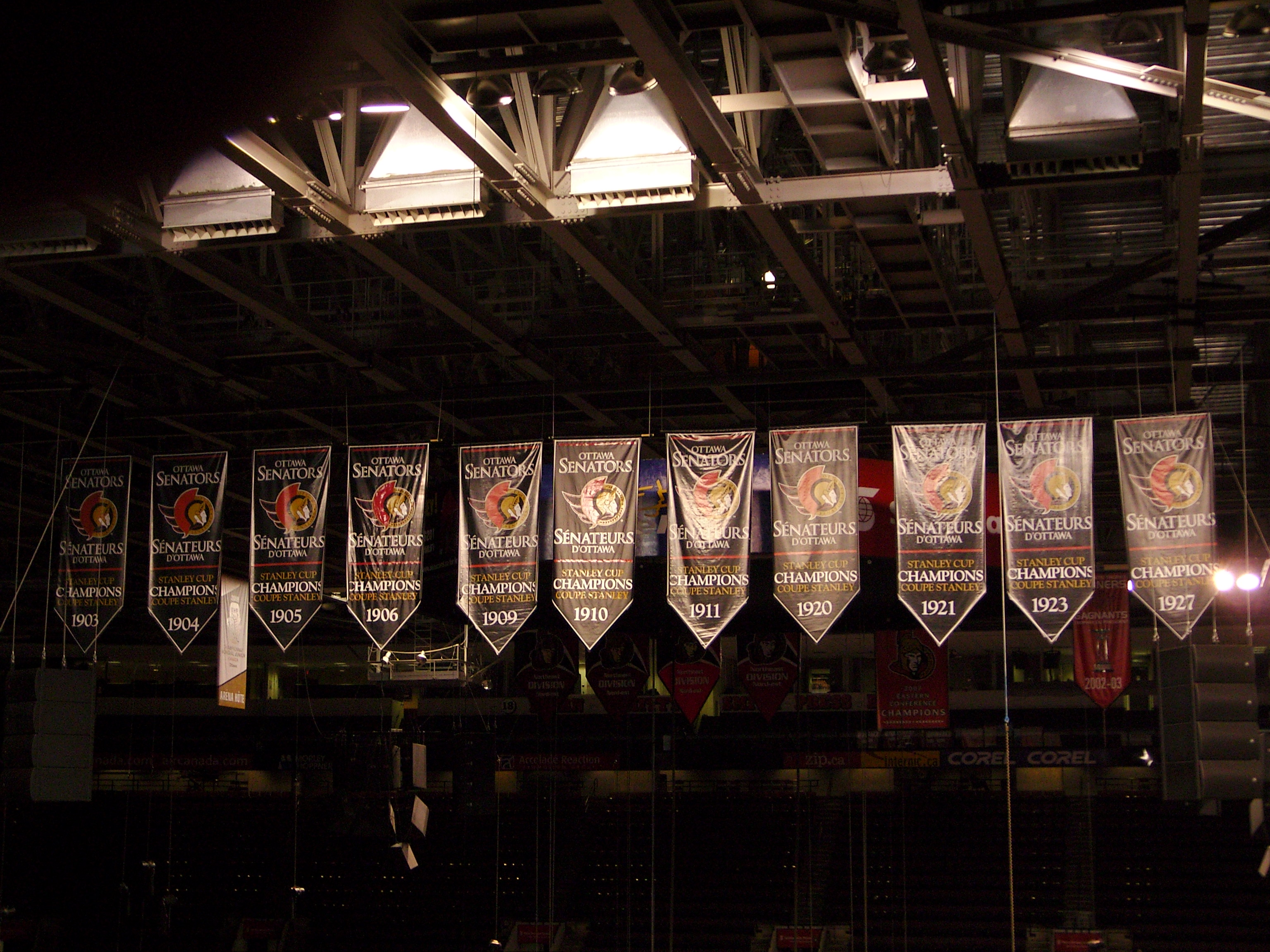
Bannières commémoratives des premières Coupes Stanley dans le Centre Canadian Tire des Sénateurs d'Ottawa.

Selon Champions, la LNH est vite devenue trop grande pour les Sénateurs et l'expansion de la LNH vers les États-Unis n'a fait qu'empirer les choses. En effet, les fans ne voyaient pas l'intérêt de venir voir jouer des équipes de Boston ou encore de Détroit. Frank Finnigan, une des dernières vedettes de l'équipe a déclaré qu'à l'époque, l'équipe ne jouait que devant, au maximum, 2 500 personnes. Ottawa a, de tout temps, été une des villes les moins attirées par le hockey et cela même avant que les franchises américaines ne se créent.
À la fin de la saison 1926-1927, ils sont obligés de vendre leur vedette, Hooley Smith aux Maroons de Montréal en échange de 22 500 dollars et de Punch Broadbent afin de pouvoir rembourser leur dette. En 1929-1930, l'équipe programme même un match à Atlantic City en raison de la baisse de fréquentation à Ottawa. De plus, les retombées de la Grande Dépression pèse sur la franchise qui doit vendre petit à petit toutes ses vedettes (comme King Clancy qui rejoint les Maple Leafs de Toronto pour 35 000 dollars). L'équipe interrompt même ses activités au cours de la saison 1931-1932 de la LNH. Les deux saisons suivantes, les Sénateurs finissent derniers de leur conférence. La ligue qui ne souhaite pas perdre une autre équipe (après l'arrêt des Quakers de Philadelphie) persuade la direction des Sens de déménager à Saint-Louis dans le Missouri  et d'être renommé les Eagles de Saint-Louis. Malheureusement pour les fans, l'équipe ne jouera qu'une seule saison de plus avant de mettre la clé sous la porte.
Les derniers joueurs des Sénateurs à quitter la LNH furent Syd Howe et William Hollett, qui mirent fin à leur carrière à la fin de la 1946.
Même si les Sénateurs d'Ottawa n'ont pas beaucoup de lien avec la première franchise, des bannières commémoratives des premières Coupes Stanley sont affichées dans leur patinoire, le Centre Canadian Tire.

## Bilan des Sénateurs

### Listes des matchs joués pour la Coupe Stanley

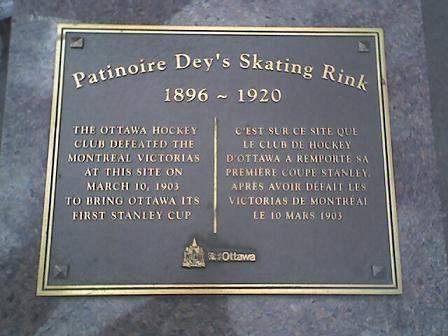
Plaque commémorative de la victoire de 1903 des Sénateurs.

| Dates                                  | Champion                          | Finaliste                         | Résultat                                          |
| -------------------------------------- | --------------------------------- | --------------------------------- | ------------------------------------------------- |
| 22 mars 1894                           | AAA de Montréal (AHAC)            | Club de hockey d'Ottawa (AHA)     | 3 buts à 1                                        |
| 10 mars 1903                           | Club de hockey d'Ottawa (LCHA)    | Victorias de Montréal (LCHA)      | 9 buts à 1 sur deux matchs en finale de la saison |
| 12 et 14 mars 1903                     | Club de hockey d'Ottawa (LCHA)    | Thistles de Rat Portage (MNWHA)   | 2 matchs à 0                                      |
| 30 décembre 1903 1er et 4 janvier 1904 | Silver Seven d'Ottawa (LCHA)      | Winnipeg Rowing Club (MHA)        | 2 matchs à 1                                      |
| 23 et 25 février 1904                  | Silver Seven d'Ottawa (LCHA)      | Marlboros de Toronto (AHO)        | 2 matchs à 0                                      |
| 2 mars 1904                            | Silver Seven d'Ottawa (LCHA)      | Wanderers de Montréal (LFAH)      | Montréal est disqualifié par les administrateurs  |
| 9 et 11 mars 1904                      | Silver Seven d'Ottawa (LCHA)      | Club de hockey de Brandon (MNWHA) | 2 matchs à 0                                      |
| 13 et 16 janvier 1905                  | Silver Seven d'Ottawa (LFAH)      | Nuggets de Dawson City            | 2 matchs à 0                                      |
| 3 mars 1905                            | Silver Seven d'Ottawa (LFAH)      | Champions de la saison            | Champions de la saison                            |
| 7, 9 et 11 mars 1905                   | Silver Seven d'Ottawa (LFAH)      | Thistles de Rat Portage           | 2 matchs à 1                                      |
| 27 et 28 février 1906                  | Silver Seven d'Ottawa (ECAHA)     | Université Queen's (AHO)          | 2 matchs à 0                                      |
| 6 et 8 mars 1906                       | Silver Seven d'Ottawa (ECAHA)     | Smiths Falls (LFAH)               | 2 matchs à 0                                      |
| 14 et 17 mars 1906                     | Wanderers de Montréal (ECAHA)     | Silver Seven d'Ottawa (ECAHA)     | 12 buts à 10 sur deux matchs                      |
| 6 mars 1909                            | Sénateurs d'Ottawa (ECHA)         | Champions de la saison            | Champions de la saison                            |
| 5 et 7 janvier 1910                    | Sénateurs d'Ottawa (ACH)          | Professionnels de Galt (OPHL)     | 15 buts à 4 sur deux matchs                       |
| 18 et 20 janvier 1910                  | Club de hockey d'Ottawa (ANH)     | Club de hockey d'Edmonton (AAHA)  | 21 buts à 11 sur deux matchs                      |
| 10 mars 1911                           | Club de hockey d'Ottawa (ANH)     | Champions de la saison            | Champions de la saison                            |
| 13 mars 1911                           | Club de hockey d'Ottawa (ANH)     | Professionnels de Galt (OPHL)     | 7-4                                               |
| 16 mars 1911                           | Club de hockey d'Ottawa (ANH)     | Bearcats de Port Arthur (NOHA)    | 13-4                                              |
| 1915                                   | Millionnaires de Vancouver (PCHA) | Club de hockey d'Ottawa (ANH)     | 3-0                                               |
| 1920                                   | Sénateurs d'Ottawa (LNH)          | Metropolitans de Seattle (PCHA)   | 3-2                                               |
| 1921                                   | Sénateurs d'Ottawa (LNH)          | Millionnaires de Vancouver (PCHA) | 3-2                                               |
| 1923                                   | Sénateurs d'Ottawa (LNH)          | Eskimos d'Edmonton (WCHL)         | 2-0                                               |
| 1927                                   | Sénateurs d'Ottawa                | Bruins de Boston                  | 2-0-2                                             |

### Saisons après saisons
| Saison | Ligue | PJ | V  | D | N  | BP  | BC | Classement                                    |
| ------ | ----- | -- | -- | - | -- | --- | -- | --------------------------------------------- |
| 1891   | ACHA  | 1  | 0  | 1 | 0  | 0   | 3  | Deuxièmes sur 6                               |
| 1892   | ACHA  | 7  | 6  | 1 | 0  | 23  | 9  | Premiers sur 6                                |
| 1893   | ACHA  | 8  | 6  | 2 | 0  | 49  | 22 | Deuxièmes sur 5                               |
| 1894   | ACHA  | 8  | 5  | 3 | -  | 24  | 16 | Deuxièmes sur 5                               |
| 1895   | ACHA  | 8  | 4  | 4 | -  | 25  | 24 | Troisièmes sur 5                              |
| 1896   | ACHA  | 8  | 6  | 2 | -  | 22  | 16 | Deuxièmes sur 5                               |
| 1897   | ACHA  | 8  | 5  | 3 | -  | 25  | 28 | Deuxièmes sur 5                               |
| 1898   | ACHA  | 8  | 2  | 6 | -  | 28  | 44 | Derniers sur 5                                |
| 1899   | LCHA  | 8  | 4  | 4 | 0  | 21  | 43 | Troisièmes sur 5                              |
| 1900   | LCHA  | 8  | 4  | 4 | 0  | 28  | 19 | Troisièmes sur 5                              |
| 1901   | LCHA  | 8  | 7  | 0 | 1  | 33  | 20 | Premiers sur 5                                |
| 1902   | LCHA  | 8  | 5  | 3 | 0  | 35  | 15 | Deuxièmes sur 5                               |
| 1903   | LCHA  | 8  | 6  | 2 | 47 | 26  | 16 | Premiers sur 5 Vainqueurs de la Coupe Stanley |
| 1904   | LCHA  | 4  | 4  | 0 | 0  | 32  | 15 | Derniers sur 5                                |
| 1905   | LFHA  | 8  | 7  | 1 | 0  | 60  | 19 | Premiers sur 5 Vainqueurs de la Coupe Stanley |
| 1906   | ECAHA | 10 | 9  | 1 | 0  | 90  | 42 | Premiers sur 6 Vainqueurs de la Coupe Stanley |
| 1907   | ECAHA | 10 | 7  | 3 | 0  | 76  | 54 | Deuxièmes sur 6                               |
| 1908   | ECAHA | 10 | 7  | 3 | 0  | 86  | 51 | Deuxièmes sur 6                               |
| 1909   | ECAHA | 12 | 10 | 2 | 0  | 117 | 63 | Premiers sur 4 Vainqueurs de la Coupe Stanley |

| Saison    | PJ | V  | D  | N | BP  | BC | Pts | Classement                                   |
| --------- | -- | -- | -- | - | --- | -- | --- | -------------------------------------------- |
| 1910      | 12 | 9  | 3  | 0 | 89  | 66 | 18  | Deuxièmes sur 7                              |
| 1910-1911 | 16 | 13 | 3  | 0 | 122 | 69 | 26  | Premiers sur 5 Trophée O'Brien Coupe Stanley |
| 1911-1912 | 18 | 9  | 9  | 0 | 99  | 83 | 18  | Deuxièmes sur 4                              |
| 1912-1913 | 20 | 9  | 11 | 0 | 87  | 84 | 18  | Cinquièmes sur 6                             |
| 1913-1914 | 20 | 11 | 9  | 0 | 65  | 71 | 22  | Quatrièmes sur 6                             |
| 1914-1915 | 20 | 14 | 6  | 0 | 74  | 65 | 28  | Premiers sur 6 Trophée O'Brien               |
| 1915-1916 | 24 | 13 | 11 | 0 | 78  | 72 | 26  | Deuxièmes sur 5                              |
| 1916-1917 | 20 | 15 | 5  | 0 | 119 | 63 | 30  | Deuxièmes sur 6                              |

| Saison    | V  | D  | N  | DP | BP  | BC  | Pts | Classement                    | Série                          |
| --------- | -- | -- | -- | -- | --- | --- | --- | ----------------------------- | ------------------------------ |
| 1917-1918 | 9  | 13 | 0  | 0  | 102 | 114 | 18  | 3e de la LNH                  | Non qualifiés                  |
| 1918-1919 | 12 | 6  | 0  | 0  | 71  | 53  | 24  | 1er de la LNH                 | Défaits en finale              |
| 1919-1920 | 18 | 5  | 0  | 0  | 121 | 64  | 38  | 1er de la LNH                 | Vainqueurs de la Coupe Stanley |
| 1920-1921 | 14 | 10 | 0  | 0  | 97  | 75  | 28  | 2e de la LNH                  | Vainqueurs de la Coupe Stanley |
| 1921-1922 | 14 | 8  | 2  | 0  | 106 | 85  | 30  | 1er de la LNH                 | Défaits en finale              |
| 1922-1923 | 14 | 9  | 1  | 0  | 77  | 54  | 29  | 1er de la LNH                 | Vainqueurs de la Coupe Stanley |
| 1923-1924 | 16 | 8  | 0  | 0  | 54  | 32  | 32  | 1er de la LNH                 | Défaits en finale              |
| 1924-1925 | 17 | 12 | 1  | 0  | 83  | 66  | 35  | 4e de la LNH                  | Non qualifiés                  |
| 1925-1926 | 24 | 8  | 4  | 0  | 77  | 42  | 52  | 1er de la LNH                 | Défaits en finale              |
| 1926-1927 | 30 | 10 | 4  | 0  | 86  | 69  | 64  | 1er de la division canadienne | Vainqueurs de la Coupe Stanley |
| 1927-1928 | 20 | 14 | 10 | 0  | 78  | 57  | 50  | 3e de la division canadienne  | Défaits en quarts de finale    |
| 1928-1929 | 14 | 17 | 13 | 0  | 54  | 67  | 41  | 4e de la division canadienne  | Non qualifiés                  |
| 1929-1930 | 21 | 15 | 8  | 0  | 138 | 118 | 50  | 3e de la division canadienne  | Défaits en quarts de finale    |
| 1930-1931 | 10 | 30 | 4  | 0  | 91  | 142 | 24  | 5e de la division canadienne  | Non qualifiés                  |
| 1932-1933 | 11 | 27 | 10 | 0  | 88  | 131 | 32  | 5e de la division canadienne  | Non qualifiés                  |
| 1933-1934 | 13 | 29 | 6  | 0  | 115 | 143 | 32  | 5e de la division canadienne  | Non qualifiés                  |

## Joueurs et dirigeants de la franchise

### Joueurs

#### Records de la franchise
- Matchs joués :  Frank Finnigan, 368 et pour les gardiens de but Alex Connell, 293
- Buts marqués :  Cy Denneny, 245
- Aides :  Cy Denneny, 67
- Points :  Cy Denneny, 312
- Minutes de pénalités :  George Boucher, 604
- Victoires en tant que gardien :  Alec Connell, 158
- Blanchissages :  Alec Connell, 70

#### Capitaines de l'équipe
La liste ci-dessous présent les capitaines des Sénateurs depuis leur création.
- Harvey Pulford, 1902-1906
- Bruce Stuart, 1908-1911
- Marty Walsh, 1911-1912
- Pas de capitaine, 1912-1916
- Jack Darragh, 1916-1919
- Eddie Gerard, 1919-1923
- Cy Denneny, 1924-1926
- George Boucher, 1927-1928
- King Clancy, 1929-1930
- Frank Finnigan, 1931-1933
- Syd Howe, 1933-1934

### Membres du Temple de la renommée
Cette section présente les joueurs importants dans l’histoire des Sénateurs qui ont acquis une des plus belles récompense dans la LNH, l’accès au Temple de la renommée du hockey. Pour être admis au Temple de la renommée, le dossier de chaque pétitionnaire devra passer devant dix-huit membres du comité et recevoir au moins les trois-quarts des votes (quinze membres). Chaque année, sont admis au maximum :
- quatre joueurs,
- deux bâtisseurs. Cette catégorie correspond aux personnes qui ne jouent pas directement au hockey mais ont un impact significatif sur le hockey. Il peut s’agir d’entraîneurs, de présidents, de propriétaires de franchises ou encore de personnalités des médias.
- un arbitre ou juge de ligne.

Pour les joueurs, l’arbitre ou juge de ligne, la personne doit avoir pris sa retraite de sa carrière en glace depuis au moins trois ans. Dans le passé, il y a eu des exceptions pour les joueurs dotés d’un talent exceptionnel qui, selon le comité, méritaient d’être intronisés avant les trois années réglementaires. Cela a été le cas pour une dizaine de joueurs.
- Clint Benedict
- George Boucher
- Punch Broadbent
- King Clancy
- Sprague Cleghorn
- Alex Connell
- Bill Cowley
- Jack Darragh
- Cy Denneny
- Eddie Gerard
- Syd Howe
- Billy Gilmour
- Percy LeSueur
- Frank McGee
- Frank Nighbor
- Harvey Pulford
- Alf Smith
- Hooley Smith
- Bruce Stuart
- Hod Stuart
- Marty Walsh
- Harry Westwick

### Entraîneurs-chefs
| N° | Nom        | Premier match    | Dernier match | Saison régulière | Saison régulière | Saison régulière | Saison régulière | Saison régulière | Saison régulière | Séries éliminatoires | Séries éliminatoires | Séries éliminatoires | Séries éliminatoires | Remarques                                                                                                 |
| N° | Nom        | Premier match    | Dernier match | PJ               | V                | D                | N                | P                | % V              | PJ                   | V                    | D                    | % V                  | Remarques                                                                                                 |
| -- | ---------- | ---------------- | ------------- | ---------------- | ---------------- | ---------------- | ---------------- | ---------------- | ---------------- | -------------------- | -------------------- | -------------------- | -------------------- | --- |
| 1  | Pete Green | 15 janvier 1910  | 5 mars 1913   | 66               | 40               | 26               | 0                | 80               | 60,6             | 4                    | 4                    | 0                    | 100,0                | Challenge de la Coupe Stanley 1910 Trophée O'Brien 1911 et trois fois vainqueurs de la Coupe Stanley 1911 |
| 2  | Alf Smith  | 27 décembre 1913 | 10 mars 1917  | 84               | 53               | 31               | 0                | 106              | 63,1             | 6                    | 2                    | 4                    | 33,3                 | Trophée O'Brien 1915 et finale de la Coupe Stanley 1915 Finale du Trophée O'Brien 1917                    |

| N° | Nom             | Premier match    | Dernier match   | Saison régulière | Saison régulière | Saison régulière | Saison régulière | Saison régulière | Saison régulière | Séries éliminatoires | Séries éliminatoires | Séries éliminatoires | Séries éliminatoires | Remarques                         |
| N° | Nom             | Premier match    | Dernier match   | PJ               | V                | D                | N                | P                | % V              | PJ                   | V                    | D                    | % V                  | Remarques                         |
| -- | --------------- | ---------------- | --------------- | ---------------- | ---------------- | ---------------- | ---------------- | ---------------- | ---------------- | -------------------- | -------------------- | -------------------- | -------------------- | --------------------------------- |
| 1  | Eddie Gerard    | 19 décembre 1917 | 16 janvier 1918 | 9                | 3                | 6                | 0                | 6                | 33,3             | -                    | -                    | -                    | -                    |                                   |
| 2  | Harry Hyland    | 21 janvier 1918  | 6 mars 1918     | 13               | 6                | 7                | 0                | 12               | 46,2             | -                    | -                    | -                    | -                    |                                   |
| 3  | Alf Smith       | 21 décembre 1918 | 6 mars 1919     | 18               | 12               | 6                | 0                | 24               | 66,7             | 5                    | 1                    | 4                    | 20,0                 |                                   |
| 4  | Pete Green      | 23 décembre 1919 | 9 mars 1925     | 150              | 94               | 52               | 4                | 192              | 64,0             | 13                   | 6                    | 6                    | 50,0                 | Coupes Stanley 1920, 1921 et 1923 |
| 5  | Alex Currie     | 28 novembre 1925 | 27 mars 1926    | 36               | 24               | 8                | 4                | 52               | 72,2             | 2                    | 0                    | 1                    | 25,0                 |                                   |
| 6  | Dave Gill       | 18 novembre 1926 | 16 mars 1929    | 132              | 64               | 41               | 27               | 155              | 58,7             | 8                    | 3                    | 2                    | 56,3                 | Coupe Stanley 1927                |
| 7  | Édouard Lalonde | 14 novembre 1929 | 21 mars 1931    | 88               | 31               | 45               | 12               | 74               | 42,0             | 2                    | 0                    | 1                    | 25,0                 |                                   |
| 8  | Cy Denneny      | 12 novembre 1932 | 21 mars 1933    | 48               | 11               | 27               | 10               | 32               | 33,3             | -                    | -                    | -                    | -                    |                                   |
| 9  | George Boucher  | 11 novembre 1933 | 17 mars 1934    | 48               | 13               | 29               | 6                | 32               | 33,3             | -                    | -                    | -                    | -                    |                                   |

### Directeurs généraux
| N° | Nom       | Engagement | Départ | Remarques          |   |               |      |      |                                   |
| -- | --------- | ---------- | ------ | ------------------ | - | ------------- | ---- | ---- | --------------------------------- |
| N° | Nom       | Engagement | Départ | Remarques          | 1 | Thomas Gorman | 1917 | 1925 | Coupes Stanley 1920, 1921 et 1923 |
| 2  | Dave Gill | 1925       | 1934   | Coupe Stanley 1927 |   |               |      |      |                                   |